# گی بوردن
گی بوردن (۲ دسامبر ۱۹۲۸–۲۹ مارس ۱۹۹۱)، یک هنرمند فرانسوی و عکاس مد، که به خاطر تصاویر تحریک آمیز خود معروف بود. از سال ۱۹۵۵، بوردن با مجله وگ و همچنین نشریات دیگری از جمله هارپرز بازار کار می‌کرد. او کمپین‌های تبلیغاتی را برای شنل، Charles Jourdan، پنتاکس و بلومینگدیلز شلیک کرد.
او به عنوان یکی از شناخته شده‌ترین عکاسان مد و تبلیغات نیمه دوم قرن ۲۰ شناخته می‌شود. او زمینه را برای نوع جدیدی از عکاسی مد فراهم کرد. «در حالی که تصاویر مد مرسوم، زیبایی و لباس را عناصر اصلی خود قرار می‌دهند، عکس‌های بوردن به سراغ گزینه‌های رادیکال می‌رود.»

## زندگی و کار
بوردن در ۲ دسامبر ۱۹۲۸ در پاریس، فرانسه متولد شد. پدر و مادرش وقتی کودک بود از هم جدا شدند و او را برای زندگی با پدربزرگ و مادربزرگ پدری اش که خانه ای در نرماندی داشتند، فرستادند. پدربزرگ و مادربزرگ وی همچنین صاحبان رستورانی در پاریس به نام براسری بوردن بودند. هنگامی که پدرش، که در زمان تولد تنها ۱۸ سال داشت، دوباره ازدواج کرد، بوردن دوباره تحت سرپرستی او قرار گرفت. ظاهراً بوردن فقط یکبار مادرش را دید؛ زمانی که برای دادن هدیه‌ای به او به رستوران براسری آمده بود. بوردن در هجده سالگی تور دوچرخه سواری را در پروانس آغاز کرد و در طی آن با دلال هنری، لوسین هِنری آشنا شد. بوردن شش ماه را در خانه هِنری گذراند و در آنجا کار خود را روی نقاشی و طراحی متمرکز کرد تا اینکه زمان خدمت سربازی اجباری فرا رسید.
بوردن برای اولین بار در دوران خدمت در نیروی هوایی با عکاسی آشنا شد. بوردن که در داکار مستقر بود (۴۹–۱۹۴۸)، آموزش عکاسی مبتدی دید و به عنوان یک عکاس هوایی کار می‌کرد. هنگامی که پس از خدمت به پاریس بازگشت، با مشاغلی مثل فروشندگی لنزهای دوربین، زندگی خود را می‌گذراند و همچنین به نقاشی، طراحی و عکس ادامه می‌داد. در این زمان او برخی از نقاشی‌های خود را به نمایش گذاشته و در سال ۱۹۵۰، من ری را به عنوان راهنمای خود برگزیده بود و به دنبال ارتباط با وی بود. بوردن شش بار از در منزل من ری، توسط همسر او برگردانده شد تا اینکه بار هفتم، خود من ری به وی جواب داد و او را به داخل دعوت کرد. بوردن در واقع موفق شده بود اعتماد من ری را جلب کرده بود و او کاتالوگ اولین نمایشگاه بوردن را نوشت.
بوردن اولین نمایشگاه نقاشی و طراحی خود را در گالری رو دو له بورگون، پاریس برگزار کرد. اولین نمایشگاه عکاسی وی در سال ۱۹۵۳ بود. او در اوایل با نام مستعار «ادوین هالان» نمایشگاه می‌گذاشت. اولین عکسهای مد وی در فوریه ۱۹۵۵ در مجله وگ منتشر شد. بوردن به‌عنوان معاصر هلموت نیوتن، که او نیز کارهای زیادی برای وگ انجام داده، کمک کرد تا امروزه عکاسی معاصر ثبت شود.
در سال ۱۹۸۵، بوردین جایزه بزرگ ملی عکاسی را که توسط وزارت فرهنگ فرانسه اعطا می‌شود، رد کرد، اما نام او در لیست برندگان جایزه باقی مانده‌است. وی در سال ۱۹۹۱ بر اثر سرطان درگذشت. به گفته مانولو بلانیک، میراث خلاق بوردن به قدری عظیم است که جایش هرگز با کس دیگری پر نمی‌شود.

## سبک
گی بوردن جزو اولین کسانی بود که عکس‌های مد را با روایت‌های جذاب، جلوه‌های نمایشی با اشباع شدید رنگ، واقع گرایی بیش از حد و کمپوزیسیون کراپ شده ببه تصویر کشید.
عکسهای بوردن غالباً از نظر احساسی قوی و شوکه کننده هستند. بوردن الفبای تصویری جدیدی را ارائه می‌داد. روایت‌ها با الهام از ادبیات، سینما و تاریخ هنر عجیب و مرموز بودند. بوردن تحت تأثیر تعدادی از هنرمندانی بود که آثارشان را دنبال می‌کرد: اول از همه، مربی‌اش من ری، ادوارد وستون عکاس، ماگریت و بالتوس نقاشان سورئالیست، و لوئیس بونوئل فیلمساز سورئالیست اسپانیایی.

## مجموعه‌ها
مجموعه‌های بوردن در نمایشگاه‌های عمومی زیر برگزار شده‌است:
- تیت، لندن: ۲۷ اثر در سال ۲۰۱۴ خریداری شده‌است
- موزه ویکتوریا و آلبرت، لندن[۶]
- موزه هنرهای مدرن، نیویورک[۷]
- گالری ملی پرتره، لندن[۸]
- مرکز بین‌المللی عکاسی، شهر نیویورک[۹]
- موزه گتی، لس آنجلس، کالیفرنیا[۱۰]
- موزه هنرهای مدرن سانفرانسیسکو، سانفرانسیسکو، کالیفرنیا[۱۱]
- موزه هنرهای زیبا، هوستون، هوستون، تگزاس[۱۲]
- موزه الیزه، لوزان، سوئیس[۱۳]
- موسسه هنرهای دیترویت، دیترویت، پرتره کلی ویلیامز در Académie Colarossi

## کتابها
- گی بوردن HNA، ۲۰۰۳.شابک ‎۹۷۸–۰۸۱۰۹۶۶۰۵۵.
- نمایشگاه A: گی بوردن. لندن: جاناتان کیپ، ۲۰۰۳شابک ‎۹۷۸−۰۲۲۴۰۶۲۰۴۶شابک 978-0224062046.
- گی بوردن. لندن: فیدون، ۲۰۰۶.شابک ‎۹۷۸−۰۷۱۴۸۴۳۰۳۲شابک 978-0714843032.
- پیامی برای شما. گوتینگن: Steidl Dangin، ۲۰۰۶.شابک ‎۳−۸۶۵۲۱−۱۹۷−۶شابک 3-86521-197-6.
- گی بوردن (نمونه کارهای عکس استرن). هامبورگ: استرن، ۲۰۱۰.شابک ‎۹۷۸−۳۶۵۲۰۰۰۰۲۴شابک 978-3652000024. نسخه دو زبانه
- گی بوردن: پولاروئید. خاویر بارال، ۲۰۱۰.شابک ‎۹۷۸−۲۹۱۵۱۷۳۵۶۷شابک 978-2915173567.
- گی بوردن:میان. گوتینگن: اشتیدل، ۲۰۱۰.شابک ‎۹۷۸−۳۸۶۹۳۰۰۳۳۷شابک 978-3869300337.
- پیامی برای شما. گوتینگن: استیدل دانگین، ۲۰۱۳.شابک ‎۹۷۸−۳۸۶۹۳۰۵۵۱۶شابک 978-3869305516.
- دست نخورده. گوتینگن: استیدل، ۲۰۱۷.شابک ‎۹۷۸−۳۸۶۹۳۰۹۳۴۷شابک 978-3869309347.
- پیامی برای شما. گوتینگن: استیدل، ۲۰۱۷.شابک ‎۹۷۸−۳−۸۶۹۳۰−۵۵۱−۶شابک 978-3-86930-551-6.
- گی بوردن: پرتره‌ها. Studio des Acacias: Mazarine، ۲۰۱۷.شابک ‎۹۷۹−۱۰۹۷۱۵۱۰۰۳شابک 979-1097151003.
- گی بوردن: تصویرساز. Assouline، ۲۰۱۷.شابک ‎۹۷۸−۱۶۱۴۲۸۶۳۵۶شابک 978-1614286356.
- گی بوردن: دست نخورده. استیدل، ۲۰۱۷.شابک ‎۹۷۸−۳۸۶۹۳۰۹۳۴۷شابک 978-3869309347.

## جوایز
- ۱۹۸۸: جایزه اینفینیتی، مرکز بین‌المللی عکاسی، نیویورک، برای کمپین تبلیغاتی شانل 1987.[۱۴]